# Kościół św. Apostołów Piotra i Pawła w Chłopowie
Kościół św. Apostołów Piotra i Pawła w Chłopowie – katolicki kościół filialny zlokalizowany we wsi Chłopowo w gminie Myślibórz, w powiecie myśliborskim (województwo zachodniopomorskie). Należy do parafii św. Michała Archanioła w Różańsku.

## Historia i architektura
Kościół został zbudowany w XVII wieku. Murowany w technice ryglowej, sytuowany jest na planie prostokąta. Kryty jest dachem dwuspadowym, nad korpusem nasadzona jest wieża. Okna mają kształt prostokątny. Wnętrze świątyni nakrywa płaski, belkowany strop. W miejscu ołtarza głównego umieszczony jest obraz przestawiający św. Piotra.
Po II wojnie światowej kościół został konsekrowany jako katolicki w dniu 15 października 1946 roku przez ks. Jana Wojtysiaka.